# Волошинов Валентин Миколайович
Валенти́н Миколайович Воло́шинов (18 (30) червня 1895, Санкт-Петербург — 13 червня 1936, Дєтське Село, сьогодні місто Пушкін) — російський лінгвіст, філософ, музикознавець, належав до кругу Михаїла Бахтіна.

## Біографія
В молодості учасник спільноти містичної орієнтації розенкрейцерів, друг Анастасії Цвєтаєвой, і Бориса Зубакіна. Ще до революції став близьким другом М. М. Бахтіна, учасником Невельскої школи філософії. Як стверджував згодом сам Бахтін, Волошинов познайомив его з В'ячеславом Івановим.
Вчився на юридичному факультеті Петроградського університету, в 1916 р. перервав навчання.
В 1919-22 рр жив у Невелі, згодом у Вітебську, опублікував кілька статей про музику, читав лекції з мистецтвознавства і літературознавства у заснованому П.Медвєдєвим у Вітебську 1-му Пролетарському Університеті.
У 1922 р., слідом за П. Медвєдєвим, повернувся у Петроград, де, після переїзду туди весною 1924 р. і М. Бахтіна, продовжилось їх тісне спілкування.
Виступав з віршами і музичними етюдами у салоні піаністки М. В. Юдіної.
Закінчивши Ленінградский університет (сьогодні Санкт-Петербурзький державний університет) (відділ гуманітарних наук, 1924, спеціалізувався на лінгвістиці), був аспірантом Науково-дослідного інституту порівняльної історії літератур та мов Заходу і Сходу, згодом доцентом, професором у Ленінградському педагогічному інституті імені А. І. Герцена, Інституті Мовної Культури. Останні роки важко хворів і був відірваний від роботи і навіть читання. Помер від туберкульозу в Дєтському Селі (Царському Селі — Пушкін), в туберкульозному санаторії.

## Праці

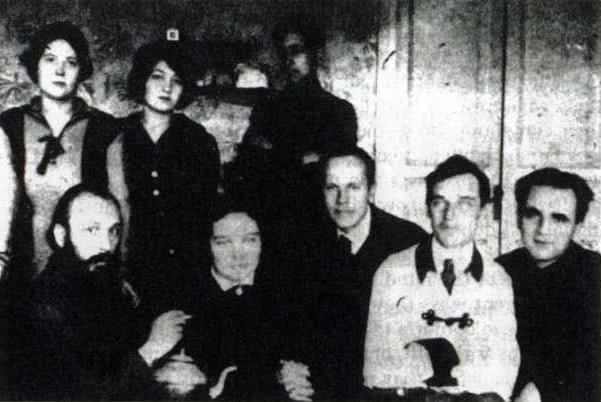
Круг Бахтіна, фото 1920-х років. Бахтін — крайній зліва на передньому плані, Волошинов — посередині, між ними М. В. Юдіна

Хоча в аспірантурі і в інституті Волошинов, згідно документів, збирався займатись літературознавством під керівництвом В. О. Десницького, його статті і книги ленінградського періоду достатньо далекі від літературознавчої проблематики: книга «Фрейдизм» присвячена філософському осмисленню психології і марксистській критиці фрейдизму, книга «Марксизм і філософія мови» (1929, написана в 1928) — історії лінгвістики, критиці структуралізму, розробці оригінальної теорії мовних стилів, семіотиці і синтаксису; виключно мовним питанням присвячені і статті в «Літературному навчанні» (1930). Тільки стаття «Слово в житті і слово в поезії» (1926) прямо стосується питань літературознавства.
Роботи Волошинова характеризуються негативним відношенням до позитивізму в науці і до схематичних універсальних конструкцій — «абстрактному об'єктивізму», до якого він відносив структуралізм Сосюра. Книга «Марксизм і філософія мови» містить розділ, присвячений історіографії лінгвістики (один з перших у російській науці). Волошинов відкидав сосюрівське протиставлення «мови» і «мовлення», надаючи особливої уваги аналізу стилю як засобу передачі неповторності особи, виділяючи слідом за В.фон Гумбольдтом (і перш за все за його послідовниками, такими як К. Фослер) творчий аспект мови та конкретику мовного висловлювання.
На роботи Волошинова вплинула німецька «філософія життя» початку XX века і марксизм; залишились неопублікованими йо переклади «Філософії символічних форм» Е.Кассірера, Г.Гірта, Карла Бюлера.
З поетичних перекладів були відомі його переклади початку-середини 1920-х рр. «Західно-Східного дивану» Гьоте, Малларме. Захоплення Волошинова марксизмом було, судячи з деяких свідчень, щирим, а інтерпретація значно розходилась із офіційною радянською версією.

## Спадок Волошинова
Праці Волошинова піддавались на початку 1930-х рр. безжальній критиці марристів, і він перестав друкуватись (зіграла тут роль і заслання Бахтіна в 1930 р. у Кустанай). Проте, головною причиною того, що спадок Волошинова виявився майже повністю забутим стали не переслідування владою (сам він не був репресованим, книги не вилучались із бібліотек), а те, що ідеї, висловлені в його роботах, в багато чому випередили час.
Цікавість до праць Волошинова з'явився на Заході в 1970-і роки завдяки Р. О. Якобсону. Обидві його книги і численні статті були перекладеними на англійську мову і стали активно вивчатись як лінгвістами, так і філософами. З часом про них згадали і в СРСР, а в 1990-і роки вони були перевидані (правда, кілька разів — під іменем Бахтіна; чому — об це мова в наступному розділі).

## Авторство праць
В сучасній науці дискусійним є питання про те, наскільки значимою була участь М. М. Бахтіна в написанні праць, опублікованих під іменем Волошинова. Ця проблема досить складана і видається невирішуваною: до нас дійшло занадто мало свідчень. В 1970-і—1980-і роки, зразу після пробудження дослідницького інтересу до цих праць, переважала думка, згідно якій Волошинов просто «позичив» опальному Бахтіну, який не друкувався, своє ім'я і фактично не писав нічого (а деякі вважали, що такої людини взагалі не було, і Волошинов — просто псевдонім Бахтіна). Чутки про підставне авторство Волошинова ходили і раніше. Наприклад, Ольга Фрейденберг записала у своїх мемуарах наступне:
Десницький, незмінно картаючи мене за «яфетодологію» і спрямованість у минуле, в той же час цінував мене і любив. Його правою рукою був Н. В. Яковлєв, заміщений вчений секретар. В свою чергу Яковлєв мав свою праву руку. Це був Волошинов, витончена молода людина і естет, автор книги з лінгвістики, написаної йому Блохіним. Цей Волошинов цинічно пропонував мені, щоб я за нього і на нього працювала, а він за це буде просувати мене через Яковлєва і Десницького. Я відмовилась — і наші стосунки стали холодними як лід.

Незабаром Волошинов пав, як пав незабаром і Яковлєв, як пав ще далі Десницький, — як свого часу назавжди пав Богаєвський. Люди, які будували радянську владу, один за одним забирались цією ж владою зі сцени. Хижаки пожирали один одного.

Зараз, все більше дослідників проблеми вважають, що у 1920-і роки існувало  «коло Бахтіна», яке інтенсивно обмінювалось ідеями і куди входили Бахтін, Волошинов, літературознавець П. М. Медведєв (деякі праці якого також раніше вважались написаними Бахтіним), біолог І. І. Канєв та ін., і що в написанні праць, виданих під іменем Волошинова, реально брали участь як Бахтін, так і Волошинов (якому належить, зокрема, кінцеве письмове оформлення ідей). Сьогодні дискусія про авторство окремих праць Волошинова («Волошинов vs Бахтин») продовжується, при чому як в Росії, так і закордоном.

## Видання
- Волошинов, В. Н. Фрейдизм. Критический очерк. Москва, Ленинград: Государственное издательство, 1927.
- Волошинов, В. Н. Марксизм и философия языка. — Л.: «Прибой», 1929.
- Волошинов, В. Н. Философия и социология гуманитарных наук. — Спб. : Аста-Пресс Ltd., 1995. — 380 ., [2] c. : портр ; 22 см.